# Modèle du fromage suisse

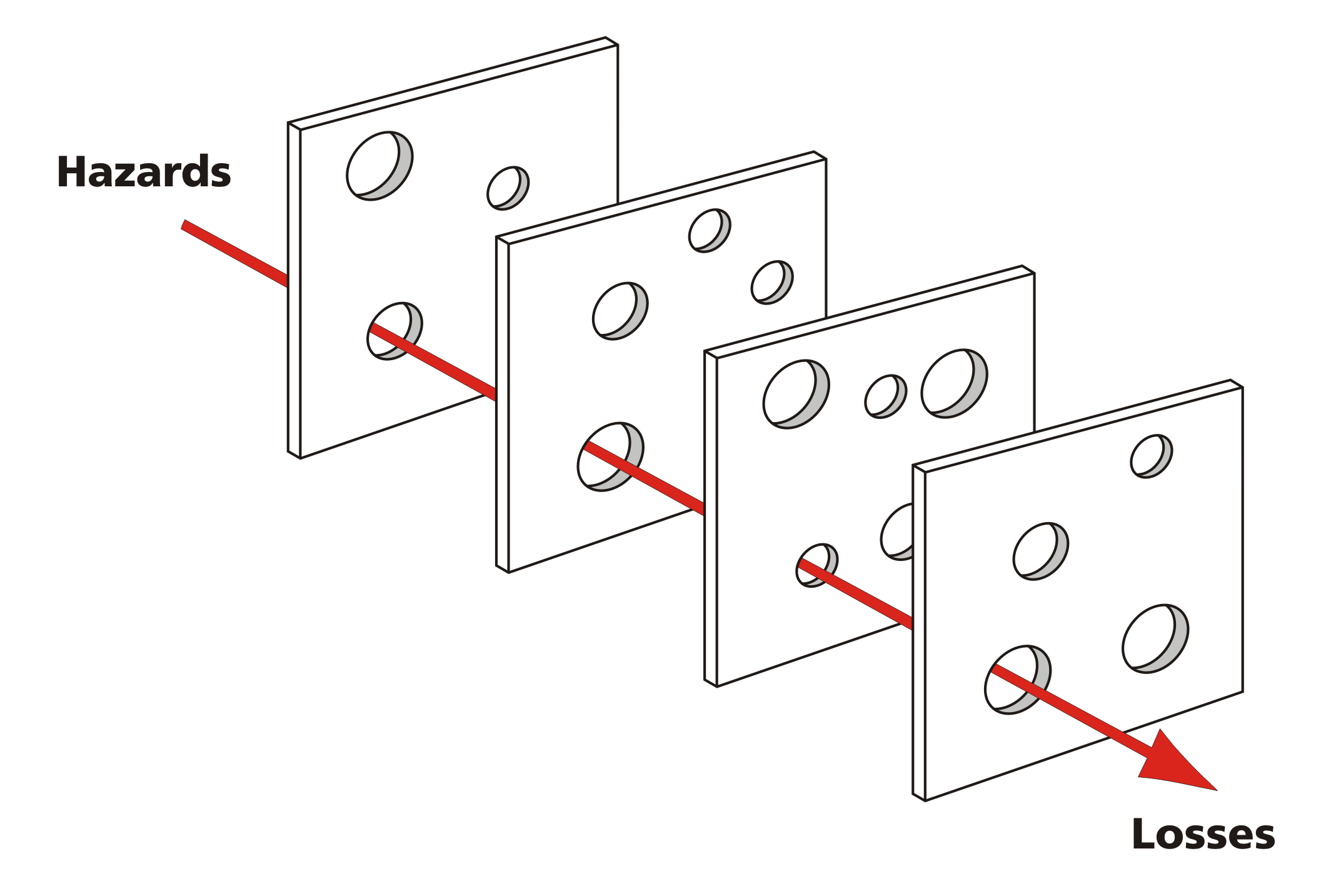
Le modèle du fromage suisse illustre que même s'il existe plusieurs mécanismes pour éviter les imprévus ou accidents, chacun d'eux possède des failles et si ces dernières sont « alignées », alors un accident peut se produire.

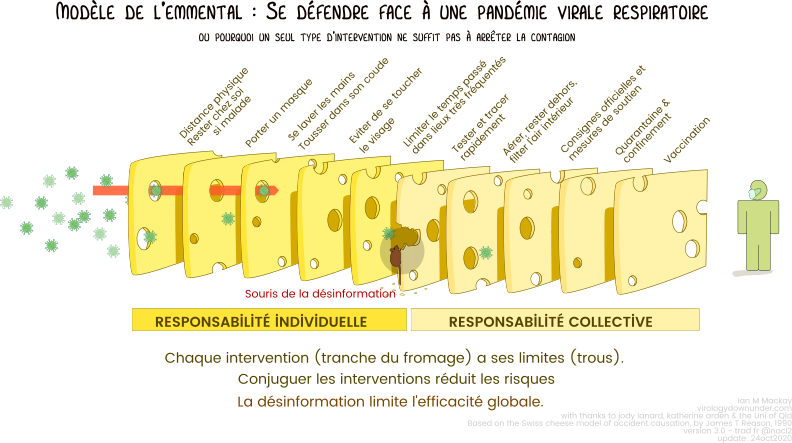

En gestion des risques, le modèle du fromage suisse, (swiss cheese model en anglais) est un modèle de causalité d'accident permettant d'analyser les mécanismes de sécurité mis en place pour éviter des imprévus ou accidents, notamment les risques majeurs. Le modèle compare les systèmes de sécurité à de multiples tranches de fromage suisse alignées les unes derrière les autres. La menace d'un danger est ainsi limitée par ces couches de défense qui se superposent les unes aux autres sans que leur failles individuelles ne soient alignées. Cela prévient, notamment, l'apparition d'un point de défaillance unique.
Le modèle a d'abord été développé par Dante Orlandella et James T. Reason à l'université de Manchester à partir de la fin des années 1980 et a été largement adopté depuis dans plusieurs domaines tels la sécurité aérienne, l'ingénierie, les soins de santé, la sécurité des systèmes d'information et la défense en profondeur.

## Facteurs de risque
Reason a émis l'hypothèse que la plupart des accidents ont pour origine un ou plusieurs des quatre facteurs suivants : les influences organisationnelles, la supervision, les conditions préalables et les actes spécifiques,. Ainsi, par exemple, en aviation, les conditions préalables incluent la fatigue de l'équipage ou de mauvaises pratiques communicationnelles. La supervision non-sécuritaire comprend, par exemple, l'assignation de pilotes inexpérimentés aux vols de nuit dans des conditions météorologiques difficiles. Quant à elles, les influences organisationnelles peuvent mener à une réduction des coûts d'entraînement des pilotes en période d'austérité,.

## Tranches et trous
Dans le modèle du fromage suisse, les sécurités d'une organisation sont illustrées par une série de barrières, assimilées à des tranches de fromage. Quant à eux, les trous illustrent les défaillances dans chacune des barrières, défaillances qui varient en taille et en position dans chacune des tranches. Le système échoue lorsqu'un trou de chacune des tranches se retrouve momentanément aligné avec les autres, ce qui mène à un incident,,,.
Robert A. Frosch décrit le modèle de Reason en termes mathématiques et rattache celui-ci à la théorie de la percolation, plus précisément à une forme de treillis de Bethe (en).

## Failles actives et latentes
Le modèle comprend à la fois les failles actives et latentes. Les failles actives sont liées aux actions non-sécuritaires qui peuvent mener directement à un accident, telles, par exemple, des erreurs de navigation, alors que les failles latentes sont des facteurs contributifs présents depuis un certain temps et contribuant, lorsque les conditions sont réunies, à l'accident.